# Złącze Speakon

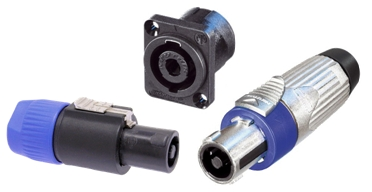
Złącza Speakon produkcji Neutrika

SpeakON – rodzaj złącza opracowany w 1987 roku przez firmę Neutrik, stosowany głównie w profesjonalnym sprzęcie audio do podłączania głośników pasywnych ze wzmacniaczem mocy.
Złącze zaprojektowano jako pewne, odporne, łatwe i szybkie do montażu. Wtyk zabezpieczony jest przed rozłączeniem systemem blokującym. Produkowane są złącza 2-biegunowe, 4-biegunowe (stereo poprzez rozgałęźnik, bi-amping, mostek mono) i 8-biegunowe (quad-amping). System klucza pozwala na przyłączenie wtyczki i gniazda o tej samej ilości biegunów, a zamiennie wyłącznie wtyczki 2-biegunowej do gniazda 4-biegunowego. Gniazda 2-biegunowe są produkowane również w wersji pozwalającej na przyłączenie wtyku 6,35 mm TS. 
Firma Neutrik produkuje gniazda i wtyczki w szerokim asortymencie, pod względem sposobu montażu, przyłączenia przewodów itd.